# Carl Sievers (Politiker)

Carl Sievers

Carl W. Sievers oder Karl Sievers (* 17. Januar 1867 in Burgdorf bei Hannover; † 13. Mai 1925 in Hannover) war ein deutscher Politiker (DHP).

## Leben und Wirken
Nach dem Besuch der Bürgerschule im hannoverschen Burgdorf absolvierte Sievers von 1881 bis 1884 eine Lehre zum Maßschneider. In den Jahren 1884 bis 1893 arbeitete er als Gehilfe in Geschäften in Dresden, Leipzig, Berlin und Hannover. 1893 wurde er selbstständiger Herrenschneider in Hannover.
1903 wurde Sievers Vorstandsmitglied, 1909 stellvertretender Obermeister und 1921 Obermeister des Schneideramts in Hannover. Er war zudem seit 1903 Vorstandsmitglied, seit 1909 stellvertretender Vorsitzender und seit 1918 Vorsitzender des Nordwestdeutschen Bezirksverbandes des Bundes deutscher Schneider-Innungen in Leipzig. Seit 1906 war Sievers Bezirksvorsteher der Stadt Hannover sowie Mitglied und stellvertretender Vorsitzender, seit 1919 erster Vorsitzender der Meisterprüfungskommission für das Schneidergewerbe in Hannover. Sievers war ferner Vorstandsmitglied der Handwerkskammer Hannover, Mitbegründer und dritter Vorsitzender des nordwestdeutschen Handwerkbundes sowie Vorsitzender des Kreishandwerkerbundes in Hannover sowie Ausschussmitglied der Landesversicherungsanstalt Hannover. 1916 war Sievers, der sich ehrenamtlich der Armenbetreuung in Hannover widmete, zudem Mitbegründer und leitender Direktor der Einkaufs- und Lieferungsgenossenschaft in Hannover.
Nach dem Ersten Weltkrieg wurde Sievers Mitglied der Deutsch-Hannoverschen Partei. Von Juni 1920 bis zu seinem Tod im Mai 1925 gehörte er für diese von der ersten bis in die dritte Wahlperiode der Weimarer Republik dem Reichstag als Abgeordneter für den Wahlkreis 17 beziehungsweise (nach einer Neudurchnummerierung der Wahlkreise) 15 (Osthannover) an. Nach Sievers Tod übernahm sein Parteikollege Ludwig Alpers sein Mandat.

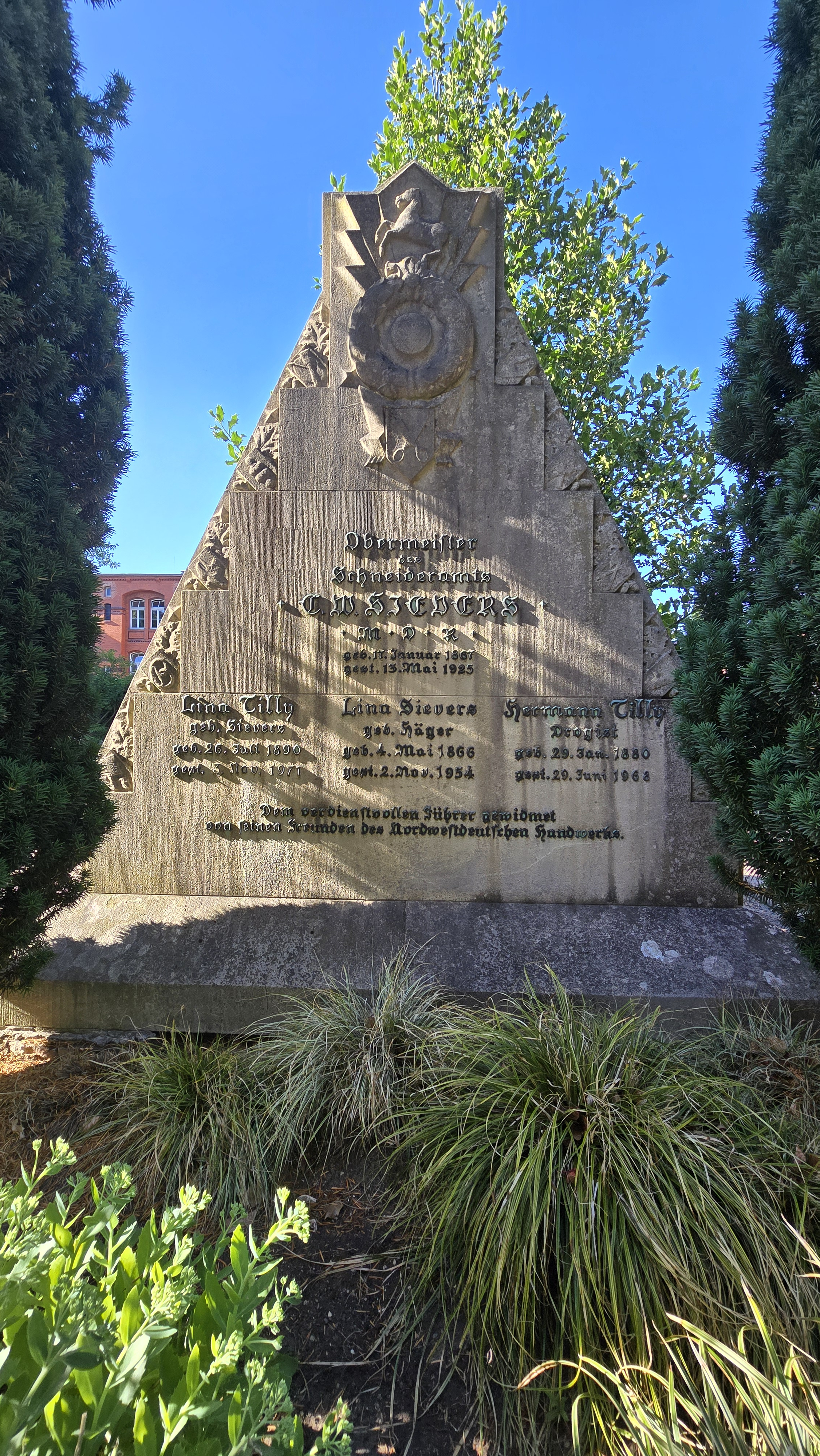
„C. W. Sievers“ gewidmetes Grabmonument
(Neuer St.-Nikolai-Friedhof)

Das Familiengrab für die Familie Sievers zählt zu den Prominentengräbern auf dem Neuen St.-Nikolai-Friedhof in der Nordstadt von Hannover.